# Rascletó
El rascletó, picardó, picardonet o (es)quadrinyola (Zapornia parva) és una espècie d'ocell de la família dels ràl·lids (Rallidae) que habita aiguamolls i riberes amb vegetació flotant d'Euràsia, localment a molts indrets d'Europa, i a través del centre i sud de Rússia fins a Kazakhstan, i Transcaucàsia fins a Tadjikistan. Passa l'hivern des de la zona mediterrània, cap a l'est fins al nord de l'Índia. Als Països Catalans pot ser observat durant la migració, essent menys notable la seua presència en altres èpoques.